# Władysław Mickiewicz

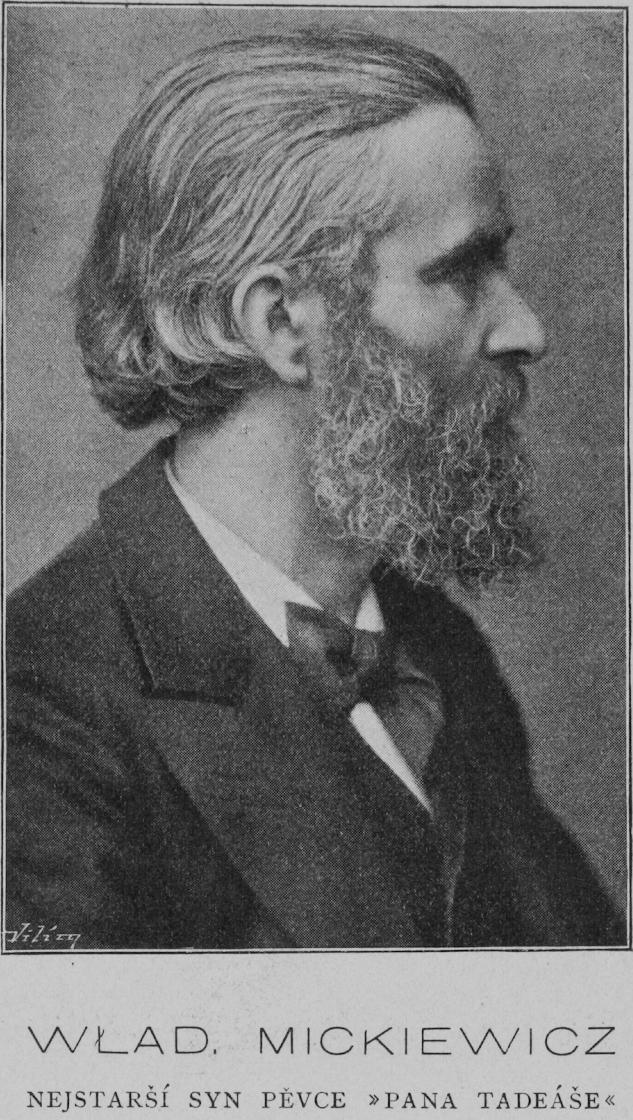
Władysław Mickiewicz

Władysław Mickiewicz, född 23 juni 1838 i Paris, död där 9 juni 1926, var en polsk-fransk författare. Han var son till Adam Mickiewicz.
Mickiewicz var direktör för det polska biblioteket i Paris och dess av honom bildade Mickiewicz-museet vid Quai d'Orléans. Han utgav Chefs d'œuvre poétiques d'Adam Mickiewicz (1882) och Adam Mickiewicz, sa vie et son œuvre (1888, polsk översättning 1895) och författade på franska en mängd skrifter rörande Polens historia och litteratur, såsom Notes sur l'etat des choses en Pologne (1862), Lettres au comte de Montalembert sur l'insurrection polonaise (1863), La question polonaise (1863), Études biographiques: Czartoryski, Wielopolski et Mieroslawski (1863), Congrès de Moscou. Lettre à M. Palacky et Rieger (1867) och Emigracya polska w Paryzu 1860–1890 (1908; Polska kolonin i Paris 1860–1890). Dessutom översatte han till franska arbeten av Henryk Rzewuski ("Les souvenirs d'un gentilhomme polonais"), Michał Czajkowski, Józef Ignacy Kraszewski och Eliza Orzeszkowa.